# 烟氢可待因
烟氢可待因是一种含氮有机化合物，化学式C
24H
26N
2O
4，属于類阿片药物，可用作止咳藥和镇痛药。该药物于1904年合成，并不常用，但具有与其他阿片类药物相似的活性。